# Silversmedshammare
Silversmedshammare är ett verktyg som en silversmed kan använda sig av för träckning av metaller. Hammaren har på huvudet, i båda ändar, en pen som sitter i 90 graders vinkel mot skaftet. Penen är rundad och blankpolerad.